# Karibi törpeharkály
A karibi törpeharkály (Nesoctites micromegas) a madarak (Aves) osztályának harkályalakúak (Piciformes) rendjébe, ezen belül a harkályfélék (Picidae) családjába tartozó faj.
Alcsaládjának és nemének az egyetlen faja. Korábban a törpeharkályformák (Picumninae) alcsaládjába volt besorolva.

## Előfordulása
A Dominikai Köztársaság és Haiti területén honos. A természetes élőhelye erdőkben és félszáraz cserjésekben van.

## Alfajai
- Nesoctites micromegas abbotti (Wetmore, 1928)
- Nesoctites micromegas micromegas (Sundevall, 1866)

## Megjelenése
Testhossza 13-16 centiméter, testtömege 33 gramm.

## Életmódja
Főleg rovarokkal és más ízeltlábúakkal táplálkozik, de fogyaszt gyümölcsöt is.

## Szaporodása
Természetes üregbe, vagy elhagyott harkály odúba készíti fészkét. Fészekalja 2-4 fehér tojásból áll.